# Шевченко Володимир Микитович
Володимир Микитович Шевченко (23 грудня 1929 , Балта, АМСРР  — 30 березня 1987 , Київ ) — український радянський режисер-документаліст, кінооператор. Заслужений діяч мистецтв УРСР (1976). Лауреат Державної премії України імені Тараса Шевченка (1978), Державної премії СРСР (1988). Режисер та один з головних кінооператорів класичного українського документального фільму «Чорнобиль — Хроніка важких тижнів».

## Біографія
Народився 23 грудня 1929 року у місті Балта, тоді Молдавської АРСР в родині службовця. Закінчив Новосибірський сільськогосподарський інститут (1955) і Всесоюзний державний інститут кінематографії (1967). Працював на Новосибірському телебаченні, режисером Львівського корпункту «Укркінохроніка», а з 1972 року — на «Укркінохроніці» у Києві, де знімав фільми переважно за власними сценаріями.
Був членом Спілки кінематографістів України.

Могила Володимира Шевченка, Байкове кладовище

Дружина — кінорежисерка Валерія Воронянська (1937—2022).
Помер через рак легенів на 58-му році життя 30 березня 1987 року у Києві, отримавши критичну радіаційну дозу під час перебування у Чорнобильській зоні відчуження. Похований разом з дружиною на старій частині Байкового кладовища (ділянка № 5ст, 50°24′58.35″ пн. ш. 30°30′53.50″ сх. д. / 50.4162083° пн. ш. 30.5148611° сх. д.).

## Вшанування пам'яті
1987 року на III-му Міжнародному кінофестивалі в Італії вручено Приз пам'яті Володимира Шевченка. На будинку, де він мешкав у Києві (вул. Німанська, 7), встановлено меморіальну таблицю. На честь Володимира Шевченка названо астероїд головного поясу 6684 Володшевченко.
30 листопада 2017 року ЮНЕСКО визнало кінофільм «Чорнобиль — Хроніка важких тижнів» Всесвітньою культурною спадщиною і внесла його до відповідного реєстру.

## Фільмографія
Створив документальні фільми
- «Кулунда. Тривоги і надії» (1967);
- «Древнє місто Лева» (1970);
- «Спокута» (1971);
- «Битва за Київ» (1973);
- кінотрилогію «Радянська Україна. Роки боротьби і перемог» (1974—1977);
- «Сторінки біографії» (1976);
- «Заради миру на землі» (1981);
- «З іменем Леніна» (1982);
- «Чорнобиль — Хроніка важких тижнів» (1986).

Поставив художні фільми
- «Поїзд надзвичайного призначення» (1979);
- «Контрудар» (1985).